# ذا أوربز: سيمس إن ذا سيتي
ذا أوربز: سيمس إن ذا سيتي (بالإنجليزية: The Urbz: Sims in the City)‏ هي لعبة فيديو تم إنتاجها في سنة 2004 لأجهزة بلاي ستيشن 2 و إكس بوكس و نينتندو، تبدأ قصة اللعبة بمغادرة اللاعب لبيت والدته لإنشاء حياة خاصة له.